# World Triathlon Corporation
World Triathlon Corporation er organisationen bag Ironman-stævnerne.
Ligeledes arrangerer WTC Ironman® 70.3 serien, hvor der konkurreres på 1,9 km svømning, 90 km cykling og 21 km løb.

## Ekstern henvisning
- Ironman.com

| Sport | Spire Denne artikel om sport er en spire som bør udbygges. Du er velkommen til at hjælpe Wikipedia ved at udvide den. |